# Kisbajom, Somogy
Kisbajom  este un sat în districtul Nagyatád, județul Somogy, Ungaria, având o populație de 427 de locuitori (2011). 

## Demografie
Componența etnică a satului Kisbajom
     Maghiari (74,22%)
     Romi (25,05%)
     Germani (0,74%)
Componența confesională a satului Kisbajom
     Romano-catolici (54,1%)
     Reformați (27,4%)
     Fără religie (9,37%)
     Necunoscută (8,43%)
     Atei (0,7%)
Conform recensământului din 2011, satul Kisbajom avea 427 de locuitori. Din punct de vedere etnic, majoritatea locuitorilor (74,22%) erau maghiari, cu o minoritate de romi (25,05%).  Din punct de vedere confesional, majoritatea locuitorilor (54,1%) erau romano-catolici, existând și minorități de reformați (27,4%) și persoane fără religie (9,37%). Pentru 8,43% din locuitori nu este cunoscută apartenența confesională.